# American Gun (film 2002)
American Gun è un film del 2002 diretto da Alan Jacobs.
È un film drammatico statunitense con James Coburn, Virginia Madsen, Barbara Bain e Alexandra Holden. È l'ultimo film di Coburn prima della sua morte del 18 novembre 2002.

## Trama
Martin Tillman, un veterano della seconda guerra mondiale viaggia per gli Stati Uniti per rintracciare la provenienza della pistola usata per uccidere sua figlia Penny. Lungo la strada si mette anche alla ricerca della nipote Mia.

## Produzione
Il film, diretto E sceneggiatO da Alan Jacobs, fu prodotto da Brent Morris per la Escalon Film Partners e girato a Santa Clarita, California; Fair Haven, Vermont; Fort Lauderdale, Florida; Las Vegas, Nevada; Los Angeles, California; New York City, New York e a Rutland, Vermont.

## Distribuzione
Il film fu distribuito negli Stati Uniti nel 2002.
Altre distribuzioni:
- negli Stati Uniti il 13 giugno 2002 (Seattle International Film Festival)
- negli Stati Uniti il 14 ottobre 2002 (New Orleans Film Festival)
- in Finlandia il 20 giugno 2003 (in DVD)
- in Repubblica Ceca il 10 luglio 2003 (Karlovy Vary International Film Festival)
- negli Stati Uniti l'11 luglio 2003 (Portland, Oregon)
- in Norvegia il 24 settembre 2003 (home video)
- nei Paesi Bassi il 30 settembre 2003 (in DVD)
- in Ungheria l'11 aprile 2005 (Amerikai pisztoly)
- in Portogallo (American Gun)
- in Grecia (Xafnikos thanatos, in TV)